# Resolutie 2248 Veiligheidsraad Verenigde Naties
Resolutie 2248 van de Veiligheidsraad van de Verenigde Naties werd op 12 november 2015 unaniem door de VN-Veiligheidsraad aangenomen. De resolutie riep de regering en oppositie in Burundi op de dialoog aan te gaan en stelde bijkomende maatregelen in het vooruitzicht indien de situatie in het land verder uit de hand zou lopen.

## Achtergrond
Na een jarenlange burgeroorlog tussen de Hutu en de Tutsi in Burundi werd in 2005 een nieuwe grondwet aangenomen die de vertegenwoordiging van beide bevolkingsgroepen in het parlement garandeerde. Vervolgens werd de Hutu Pierre Nkurunziza tot president verkozen. Op 25 april 2015 nomineerde zijn partij hem voor een derde ambtstermijn. Volgens zijn tegenstanders was dat ongrondwettelijk, terwijl zijn medestanders vonden dat zijn eerste termijn niet meetelde omdat hij toen door het parlement was verkozen, en niet door het volk.
Wat volgde waren weken van gewelddadige protesten en aanslagen, waarbij verschillende doden vielen. Op 13 mei pleegde een generaal een staatsgreep, maar die mislukte. Zijn troepen raakten daarop slaags met troepen die de president trouw bleven.
Na de presidentsverkiezingen op 21 juli werd Nkurunziza opnieuw tot president benoemd. Het geweld bleef aanhouden, en velen vluchtten naar de buurlanden. Op 2 november stelde Nkurunziza een ultimatum aan de rebellen, waarbij ze vijf dagen kregen om de wapens neer te leggen of ze zouden berecht worden als vijanden van de staat.

## Inhoud
Er was grote bezorgdheid over het escalerende geweld, de politieke impasse waarin Burundi verkeerde en het ontbreken van een dialoog tussen regering en oppositie. Er heerste straffeloosheid, er waren dagelijks moorden, de persvrijheid was beknot en de humanitaire situatie verslechterde. Oproepen tot haat en geweld tegen de ene of andere bevolkingsgroep werden streng veroordeeld. De mogelijkheid bestond dat alles dat was bereikt met het Akkoord van Arusha – dat een einde had gemaakt aan de burgeroorlog – weer verloren zou gaan.
Er moest zo snel mogelijk een dialoog worden gestart tussen de partijen. President Yoweri Museveni van Oeganda bemiddelde in naam van de Oost-Afrikaanse Gemeenschap en met de steun van de Afrikaanse Unie. Die laatste had ook al sancties opgelegd tegen eenieder die het geweld in stand hield. De Veiligheidsraad riep op zich te onthouden van geweld en mee te werken met de bemiddelaar aan een dialoog. De secretaris-generaal werd gevraagd de Raad op de hoogte te houden van de situatie. Als die verder uit de hand liep, zouden verdere maatregelen overwogen worden.

## Verwante resoluties
- Resolutie 2090 Veiligheidsraad Verenigde Naties (2013)
- Resolutie 2137 Veiligheidsraad Verenigde Naties (2014)

Lijst ·  2196 ·  2197 ·  2198 ·  2199 ·  2200 ·  2201 ·  2202 ·  2203 ·  2204 ·  2205 ·  2206 ·  2207 ·  2208 ·  2209 ·  2210 ·  2211 ·  2212 ·  2213 ·  2214 ·  2215 ·  2216 ·  2217 ·  2218 ·  2219 ·  2220 ·  2221 ·  2222 ·  2223 ·  2224 ·  2225 ·  2226 ·  2227 ·  2228 ·  2229 ·  2230 ·  2231 ·  2232 ·  2233 ·  2234 ·  2235 ·  2236 ·  2237 ·  2238 ·  2239 ·  2240 ·  2241 ·  2242 ·  2243 ·  2244 ·  2245 ·  2246 ·  2247 ·  2248 ·  2249 ·  2250 ·  2251 ·  2252 ·  2253 ·  2254 ·  2255 ·  2256 ·  2257 ·  2258 ·  2259